# Tekken: The Motion Picture
Tekken: The Motion Picture est un OAV inspiré de la série de jeux vidéo de combat Tekken

## Scénario
Il y a quinze ans, Kazuya trouve Jun pleurant sur son lapin mort, tué par un chat sauvage. Il tente de la consoler et lui offre son médaillon. Mais Heihachi, le père de Kazuya, surgit, saisit l'enfant et le jette dans un précipice.
De nos jours. Jun Kazama est contactée par la police pour infiltrer le prochain tournoi du Tekken, organisé annuellement par la Mishima Corporation, pour enquêter sur les zones d'ombre de la société. Elle reçoit pour cela l'aide de Lei Wulong, un policier de Hong Kong, lui aussi expert en arts martiaux. Dans la nuit, Kazuya, qui a survécu à la chute grâce à un démon qui s'est emparé de lui, est attaqué dans sa chambre d'hôtel par Nina Williams, sur ordre de Lee Chaolan. Kazuya met facilement la jeune femme en fuite.
Le lendemain, Lei, Jun et un homme gigantesque nommé Jack accompagné d'une fillette, arrivent au quai du bateau qui embarque pour l'île où aura lieu le tournoi, mais se font refouler. Comme Jack insiste, Lee envoie Bruce Irvin pour les tester. Jack vainc sans problème Bruce, et les trois combattants embarquent. Kazuya monte également sur le bateau, et Jun le reconnait.
Sur l'île, Lee explique le déroulement du tournoi : chaque combattant doit se frayer un chemin dans la jungle de l'île et en battant les autres participants jusqu'à la tour centrale, où le dernier trouvera Heihachi, qu'il combattra pour gagner la prime de 100 millions de dollars promise. La nuit suivante, Jun tente d'approcher Kazuya dans la salle d'entraînement, mais il la repousse violemment. Elle ressent également la présence du démon en Kazuya. La conversation est brutalement interrompue par les deux sœurs Williams, qui usent chacune de leur méthode pour tuer Kazuya, en vain.
Le tournoi commence, sous la surveillance de Lee. Les combats s'enchaînent rapidement, et Lee garde un œil sur la progression de Kazuya. Lei et Jack, de leur côté, infiltrent les entrepôts souterrains, et y découvrent des entrepôts d'armement lourd. Ils sont interrompus par trois cyborgs, que Jack et Lei battent rapidement, mais Jack est blessé, et Lei s'aperçoit qu'il est également un cyborg.
À la surface, Lee surveille deux affrontements : Kazuya contre Michelle, une jeune indienne qui veut tuer Heihachi, et un combat entre les deux sœurs Wiiliams. Kazuya, sur le point d'achever Michelle, se fait stopper par Jun, qui veut encore le dissuader de se venger. Agacé, Lee relâche ses armes secrètes : les Alex, des dinosaures biologiquement modifiés, capables de se rendre invisibles, qui ne font pas le poids contre Kazuya. L'un d'eux tuera même Anna pendant son combat contre sa sœur.
De leur côté, Lei et Jack avancent encore dans les souterrains, et trouvent enfin celui que Jack cherchait : le docteur Boskonovitch, son concepteur, et le créateur des Alex et de Roger, un kangourou combattant. Il tente alors immédiatement de procurer des soins à la fillette, vraiment mal-en-point à cause d'une maladie incurable.
À la surface, le tournoi touche à sa fin : Kazuya et Jun sont parvenus à la tour centrale. Lee apparaît, et défie Kazuya, mais se fait rapidement écarté par Heihachi, et le duel final commence. Lee, devenu fou de rage, veut s'emparer de l'empire Mishima, tue toutes les personnes dans la tour, et déclenche un système d'auto-destruction de l'île. Lei, Jack (qui se fait couper au passage par une porte qui se fermait qu'il retient pour que les autres puissent passer), le docteur Boskonovitch et la fillette évacuent et rejoignent un sous-marin, tandis que Kazuya prend le dessus en laissant le démon prendre le pouvoir dans son esprit. Jun l'arrête encore et lui rappelle alors le garçon qui l'avait consolé enfant. Heihachi tente un dernier coup, mais Jun s'interpose. Alors Lee meurt dans l'explosion de l'île, tous les autres combattants survivants rejoignent le sous-marin.
Le film se termine quelques années après, alors que Jun raconte à son fils Jin l'histoire qui a réuni elle et Kazuya quand ils étaient enfants.

## Personnages présents
Les personnages apparaissant dans le film sont tirés des jeux Tekken et Tekken 2.
| Personnage       | Doublage,        | Doublage,           |
| Personnage       | Japonais         | Français            |
| ---------------- | ---------------- | ------------------- |
| Heihachi Mishima | Daisuke Gōri     | Mathieu Rivolier    |
| Kazuya Mishima   | Kazuhiro Yamaji  | Bernard Jung        |
| Jun Kazama       | Yumi Tōma        | Stéphanie Lafforgue |
| Lei Wulong       | Akio Nakamura    | Mathieu Rivolier    |
| Lee Chaolan      | Shinichiro Miki  | Philippe Roullier   |
| Nina Williams    | Minami Takayama  | Christine Paris     |
| Anna Williams    | Kaori Yamagata   | Colette Noël        |
| Jack-2           | Akio Ōtsuka      | Bernard Jung        |
| Michelle Chang   | Narumi Hidaka    | Christine Paris     |
| Jin Kazama       | Minami Takayama  | NC                  |
| Baek Doo San     | Kyōsei Tsukui    | NC                  |
| Dr Boskonovitch  | Tamio Ōki        | Philippe Roullier   |
| Bruce Irvin      | Seiji Sasaki     | Mathieu Rivolier    |
| Ganryu           | Takashi Nagasako | NC                  |

On peut également voir Jin Kazama encore enfant, à la fin du film, cependant on voit que Jun l'appelle curieusement Itoshi en VF au lieu de Jin (comme le fait plus logiquement la VO).